# Chaiane Locatelli
Chaiane Locatelli, ou apenas Chaiane, mais conhecida como Chai (Garibaldi, 20 de fevereiro de 1995) é uma futebolista brasileira que atua como lateral esquerda e meia-esquerda. Atualmente, joga pelo Flamengo.
Ela é irmã gêmea da jogadora Natane Locatelli, que atualmente atua no Grêmio. Durante a maior parte da carreira, as duas sempre haviam atuado juntas nos mesmos times.

## Infância e juventude
Desde criança, o futebol era a brincadeira preferida de Chaiane e sua irmã, mesmo que elas morassem numa rua onde havia mais meninos do que meninas. Aos nove anos de idade, as irmãs começaram a jogar numa escolinha de futebol.
A carreira das duas se iniciou no futsal, onde as duas atuaram num time de Garibaldi, cidade natal das duas. Na época, não existia um time feminino, e portanto elas treinavam com o time masculino.
Chaiane se graduou em fisioterapia pelo Centro Universitário das Faculdades Metropolitanas Unidas, tendo estudado no campus Santo Amaro, localizado em Moema, na capital de São Paulo, junto com sua irmã.

## Carreira

### Início da carreira
Em 2009, com apenas 14 anos, as gêmeas foram para Porto Alegre, capital do estado em que viviam, para jogar na equipe sub-17 do Porto Alegre Futebol Clube. Ao serem convocadas para a seleção brasileira feminina sub-17, as duas foram chamadas para atuarem no Kindermann, clube catarinense da cidade de Caçador. Após isso, passaram pelo Foz Cataratas, time paranaense de Foz do Iguaçu. Em 2014, conseguiram vaga no Santos. Em janeiro de 2015, as gêmeas Locatelli foram contratadas pelo Vitória das Tabocas. Depois de uma temporada, retornaram ao Santos no mesmo ano.

### Santos
Em abril de 2015, as gêmeas retornaram ao time do Santos. A estreia das jogadoras foi contra a Portuguesa na Vila Belmiro. Chaiane atuou no ataque, vestindo a camisa 11. Atuando no Santos, Chaiane participou dos títulos do Campeonato Brasileiro de 2017 e do Campeonato Paulista de 2018.

### São Paulo
Em 2019, Chaiane foi anunciada como novo reforço do São Paulo. Chaiane participou de 14 jogos, marcando dois gols.

### Botafogo
Em 2020, as gêmeas se separaram pela primeira vez em suas carreiras. Enquanto Natane permaneceu no São Paulo, Chaiane foi contratada pelo Botafogo. Chaiane foi anunciada para representar o time feminino do Botafogo no dia 16 de setembro de 2020, como meia-atacante. Seu primeiro contato com o clube foi através do então técnico Glaucio Carvalho, que já havia trabalhado com Chaiane quando atuava como auxiliar técnico e preparador físico do Santos.
Na temporada de 2020, o Botafogo conseguiu o acesso à Série A1 do Campeonato Brasileiro e o título do Campeonato Carioca de 2020, depois de uma vitória por 2 a 0 contra o rival Fluminense. Em 2021, no entanto, o Botafogo ficou em 13º lugar da Série A1, voltando a disputar a Série A2 em 2022. Nas quartas de final do Campeonato de 2022, o Botafogo foi eliminado pelo Athletico Paranaense, permanecendo na segunda divisão do campeonato para a temporada de 2023, em que o Botafogo se classificou em 3º lugar para novamente voltar à liga principal em 2024.[carece de fontes?]

### Seleção nacional

#### Seleção sub-17
No dia 17 de julho de 2012, o então técnico da Seleção Brasileira Sub-17, Edvaldo Erlacher, convocou Chaiane para o treinamento que visava a disputa da Copa do Mundo Sub-17 de 2012. Sua irmã Natane também foi convocada.
Chaiane participou dos quatro jogos jogados pelo Brasil na competição que foi disputada no Azerbaijão, utilizando a camisa de número 15, mas apenas jogou uma partida inteira, contra a Alemanha. Classificadas para as quartas de final, as brasileiras foram eliminadas por 2 a 1 pela Seleção Alemã no dia 5 de outubro.

#### Seleção universitária
Em 2017, Chaiane foi convocada para a Universíada de Verão, as Olimpíadas Universitárias, para representar o Brasil no futebol feminino. No campeonato, Chaiane atuou na defesa, participando de todos os jogos disputados e marcando 1 gol, numa partida vencida por 17 a 0 contra a Colômbia.

## Títulos

### Santos
- Campeonato Brasileiro: 2017[carece de fontes?]
- Campeonato Paulista: 2018[carece de fontes?]

### São Paulo
- Campeonato Brasileiro - Série A2: 2019[carece de fontes?]

### Botafogo
- Campeonato Carioca: 2020, 2022[carece de fontes?]